# Bundesautobahn 648
Die Bundesautobahn 648 (Abkürzung: BAB 648) – Kurzform: Autobahn 648 (Abkürzung: A 648) – ist eine Autobahn im deutschen Bundesland Hessen, die vorrangig als Zubringerstrecke von den Bundesautobahnen 66 und 5 ins Stadtzentrum von Frankfurt am Main dient. Die Autobahn endet kurz vor dem Gelände der Messe Frankfurt und wird auch als Messeautobahn bezeichnet.
Die heutige BAB 648 entwickelte sich aus dem Umbau der Bundesstraßen B 8 und B 40 (Wiesbadener Straße) zu einer vierstreifigen und kreuzungsfreien Schnellstraße in den 1950er Jahren. Bereits beim Bau der Reichsautobahn Kassel–Frankfurt am Main zur Zeit des Nationalsozialismus entstand ein höhenfreier Knotenpunkt mit der damals noch zweistreifigen Straße. Die Aufstufung zur Autobahn folgte im Jahr 1965 gemeinsam mit dem von Wiesbaden her kommenden Teilstück der heutigen BAB 66 als Bundesautobahn 80, die heutige Nummer trägt sie seit der Einführung des bestehenden Nummerierungssystems im Jahr 1975.

## Verlauf
Die Autobahn beginnt am Eschborner Dreieck, wo sie von der BAB 66 abzweigt. Im Dreieck selbst existiert keine Verbindung von der BAB 66 aus östlicher Richtung, da diese Relation über die in unmittelbarer Nähe verlaufende BAB 5 gewährleistet wird. Die vierstreifige Strecke führt in einem Bogen nach Südosten, später nach Osten. Nach der auf das Dreieck folgenden Anschlussstelle Frankfurt-Rödelheim folgt das Westkreuz Frankfurt, an dem die BAB 5 gekreuzt wird. Im Bereich dieses Autobahnkreuzes wird die Nidda überquert. Östlich des Kreuzes weist die BAB 648 nach wie vor zwei durchgehende Hauptfahrstreifen pro Fahrtrichtung auf, daneben außerdem bis zu drei Verflechtungsstreifen, da zwei Anschlussstellen und eine Tankstelle mit Rastplätzen kurz aufeinander folgen. Am Katharinenkreisel endet das als Autobahn ausgebaute Stück und die Strecke führt als B 8 und B 44 weiter zur Ludwig-Erhard-Anlage, einer als ampelgeregelter Kreisverkehr ausgeführten Kreuzung im Frankfurter Westend.

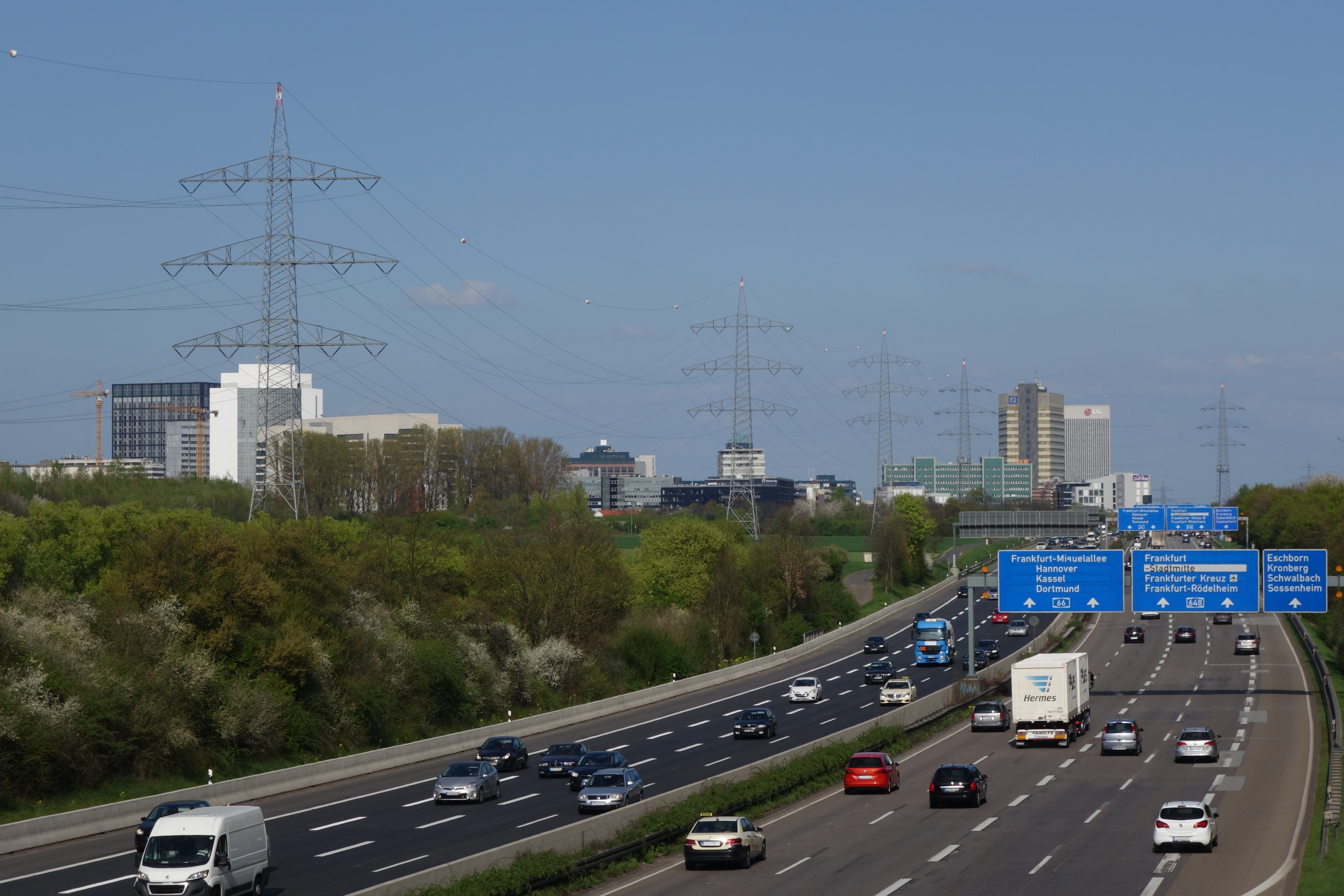
Ausfädelung von der A 66 kurz vor der Anschlussstelle Eschborn
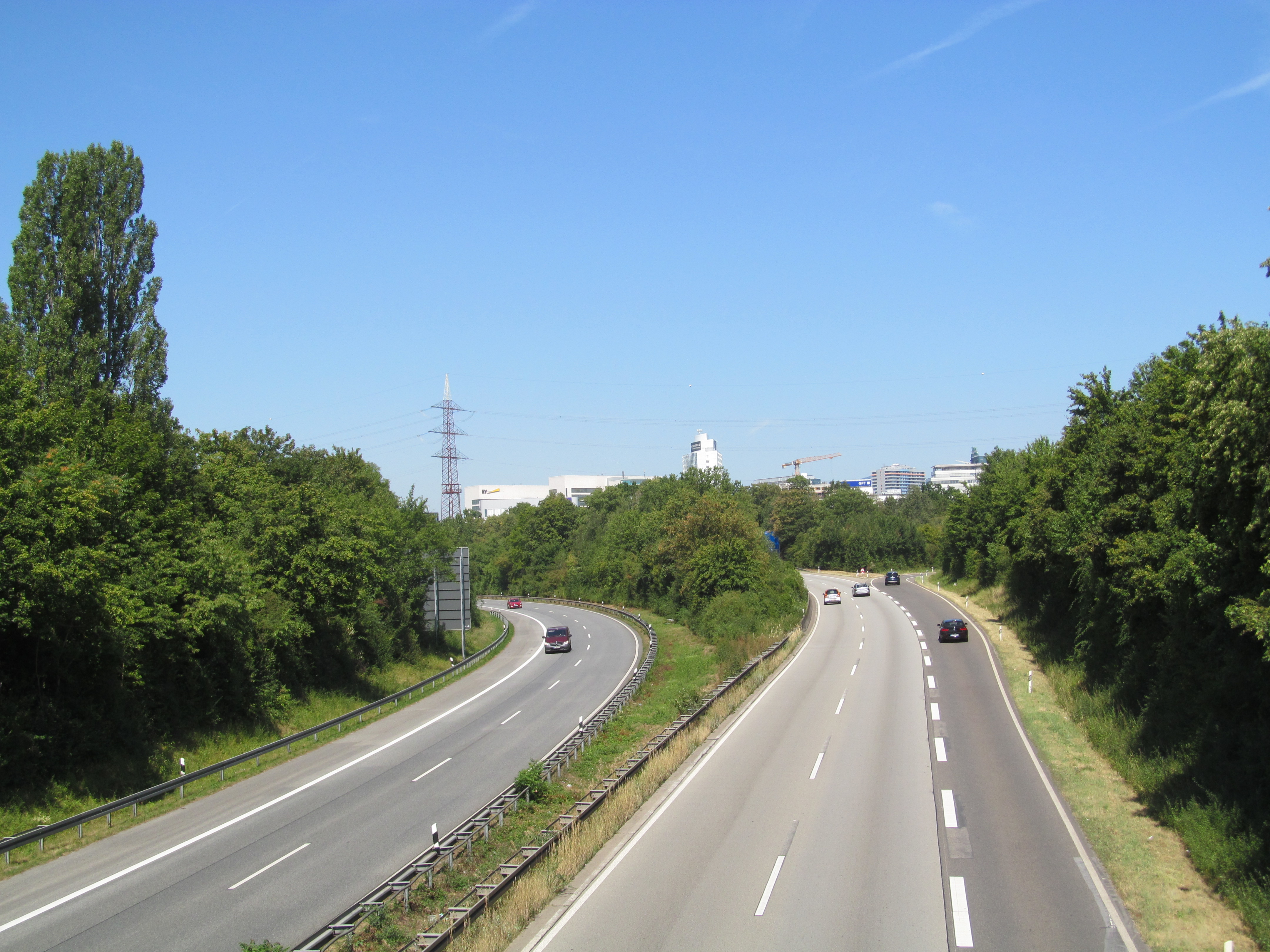
Autobahnbeginn am Eschborner Dreieck
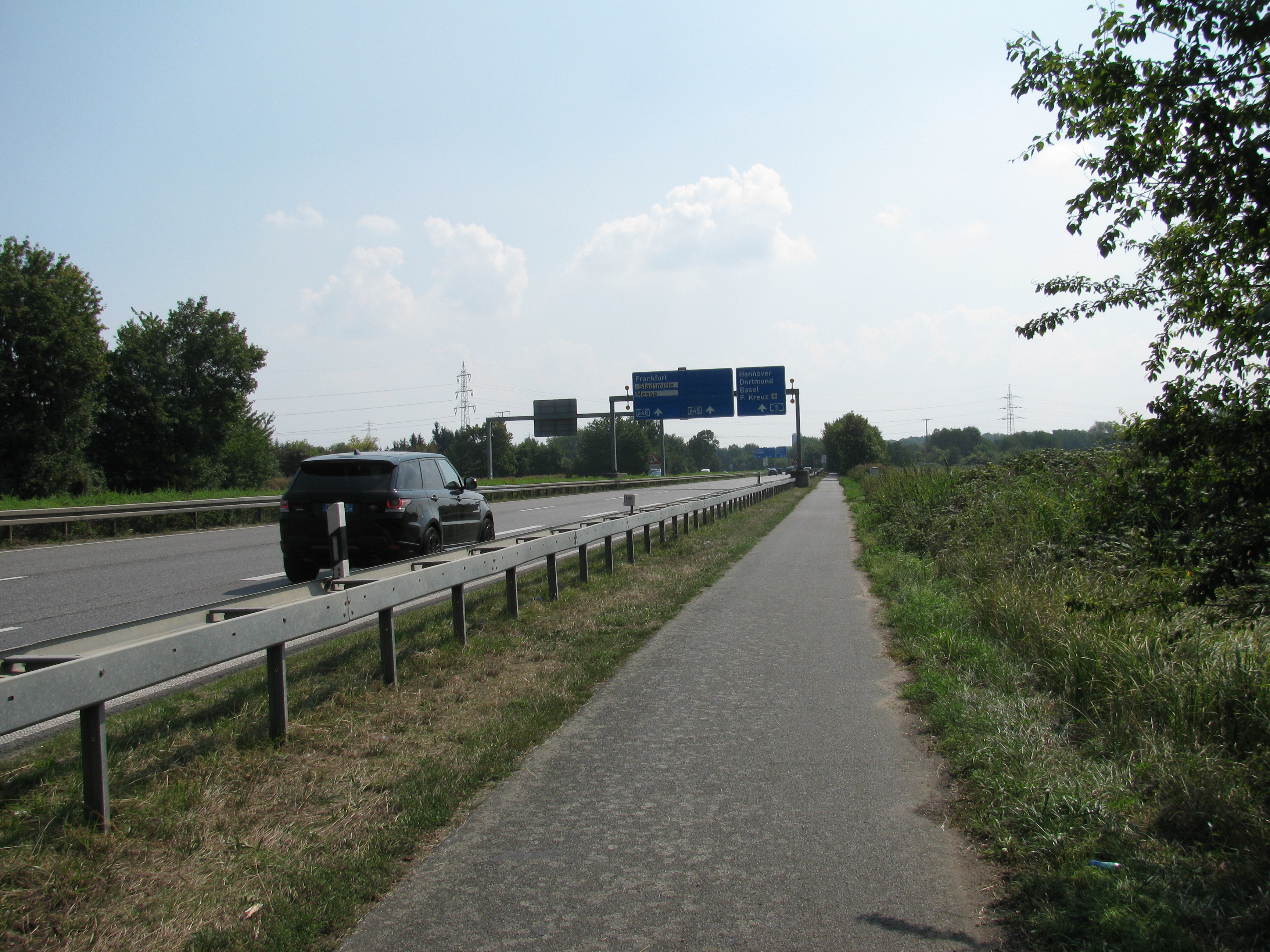
Kurz vor dem Westkreuz Frankfurt, Fahrtrichtung Osten
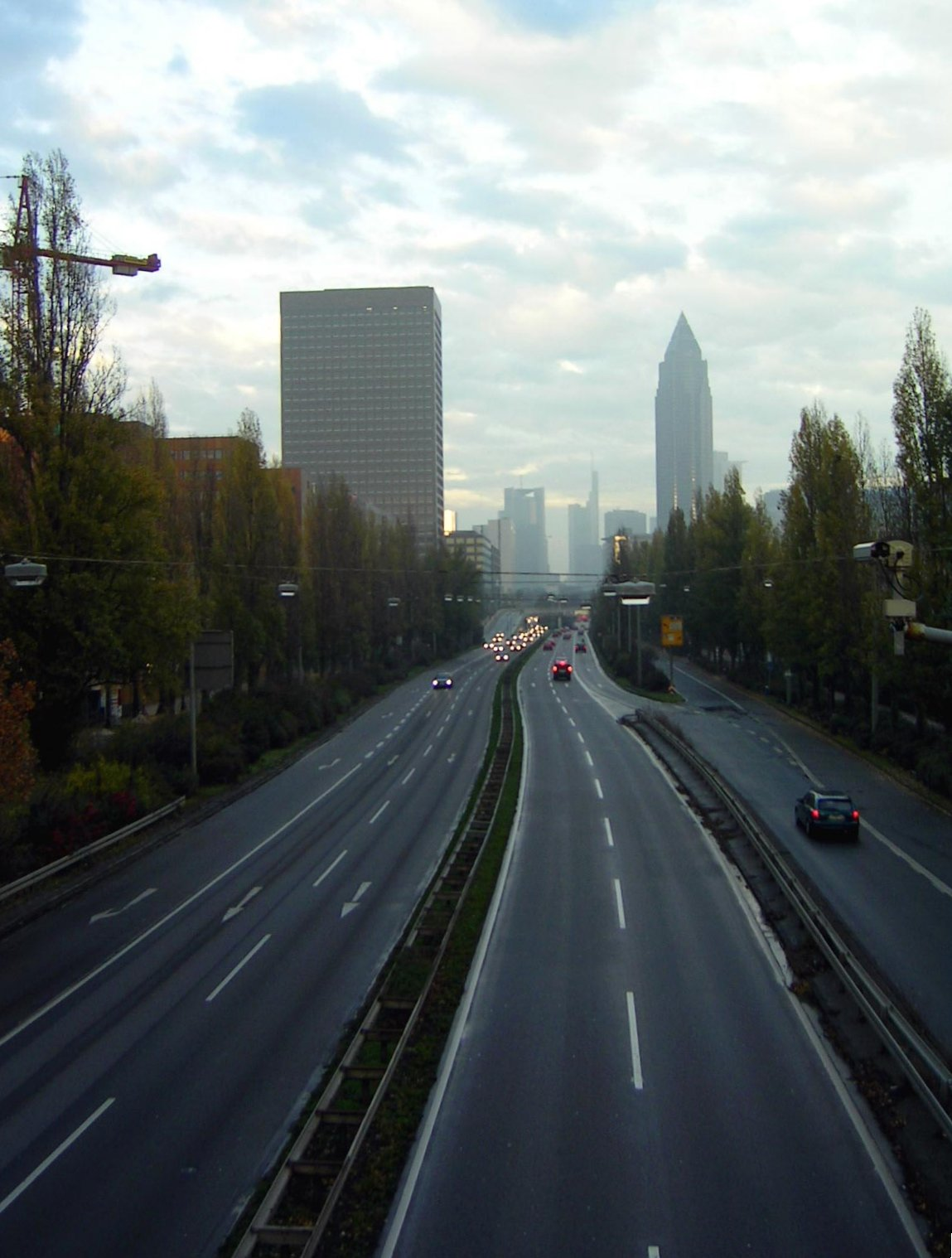
Autobahnende und Übergang als B 8 und B 44 in den Stadtverkehr

## Geschichte

### Umgehungsstraße Höchst
Mit fortschreitender Motorisierung wurden zur Zeit der Weimarer Republik zahlreiche Planungen für leistungsfähigere Straßen vorangetrieben. Der Bau der Umgehungsstraße Höchst war eines dieser Projekte. Dabei handelte es sich um eine dreistreifige Kraftfahrstraße mit neun Metern Breite, die von 1931 bis 1934 gebaut wurde und das Frankfurter Stadtgebiet mit der historischen Elisabethenstraße von Mainz in die Wetterau verband. Nördlich des seit 1928 nach Frankfurt eingemeindeten Höchst am Main entstand als Verknüpfung zwischen Elisabethenstraße und Umgehungsstraße Höchst ein großer Kreisverkehr mit Tankstelle, die zeitweise als größte in Deutschland galt (Auto-Engel). Auch das östliche Ende der Straße in Frankfurt endete an einem Kreisverkehr, der nach einem dort ansässigen Händler als Opel-Rondell bezeichnet wurde, obwohl dieser Name nie offiziell war.
Auch die Elisabethenstraße wurde nach Westen in Richtung Weilbach ausgebaut, analog zur Umgehung Höchst. Ab Weilbach wurde der Ausbau auf der als Wandersmannstraße bezeichneten Chaussee bis Erbenheim fortgeführt. Es entstand somit eine leistungsfähige Straße für den motorisierten Verkehr, die die alte Streckenführung über die Mainzer Landstraße von Frankfurt nach Mainz und Wiesbaden mit ihren Ortsdurchfahrten ersetzt. Die Gesamtstrecke wurde offiziell als Autoumgehungsstraße Wiesbaden–Frankfurt bezeichnet, wobei der auf Frankfurter Gebiet liegende Abschnitt den Namen Wiesbadener Straße bekam. Mit der Einführung der Fernverkehrsstraßen im Jahr 1932 wurde der Streckenabschnitt von Erbenheim bis Frankfurt Teil der Fernverkehrsstraße 40, die von Saarbrücken nach Fulda führte. Zwischen den Kreisverkehren in Höchst und Frankfurt war die Straße außerdem Teil der Fernverkehrsstraße 8 von Emmerich am Rhein nach Passau. Mit Umbenennung der Fernverkehrsstraßen in Reichsstraßen wurden hieraus die Reichsstraßen 8 und 40.

### Anschluss ans Reichsautobahnnetz
Der Bau von Reichsautobahnen zur Zeit des Nationalsozialismus begann in Frankfurt – den ersten Spatenstich für die Strecke Frankfurt–Heidelberg setzte Adolf Hitler am 23. September 1933. Ab November 1934 wurde diese Strecke weiter nach Norden geführt, der Abschnitt bis Gießen trug die Bezeichnung Strecke 30. Obwohl von den Nationalsozialisten als „Weltneuheit“ gepriesen, übernahmen sie lediglich die Pläne des Vereins HaFraBa, der schon Mitte der 1920er Jahre eine Schnellstraße zwischen Hamburg bzw. den norddeutschen Hansestädten, Frankfurt am Main und Basel plante, dabei erstmals auch den Begriff Autobahn nutzte. Beim Bau des Abschnitts von Gießen nach Frankfurt sollte eine Anschlussstelle mit der Autoumgehungsstraße Wiesbaden–Frankfurt entstehen. Die genaue Ausführung war vor Baubeginn im September 1934 umstritten – die Oberste Bauleitung Reichsautobahnen (OBR) Frankfurt sah eine einfache höhengleiche Anschlussstelle vor, während die preußische Bezirksverwaltung Wiesbaden und die Stadt Frankfurt eine planfreie Kreuzung mit direkten und indirekten Rampen bevorzugten. Begründet wurde dies mit der ansonsten kreuzungsfreien Ausführung der Kraftfahrstraße und dem erwarteten hohen Verkehrsaufkommen. Die Baufreigabe für die Anschlussstelle Frankfurt-Nord als Anschluss mit vier Quadranten, ähnlich einem Autobahnkreuz, wurde am 3. Oktober 1934 durch Generalinspektor für das deutsche Straßenwesen Fritz Todt erteilt. Mit Fertigstellung der Reichsautobahn-Strecke 30 Gießen–Frankfurt am 26. September 1936 hatte die Umgehungsstraße nun einen direkten Anschluss ans Reichsautobahnnetz.

### Ausbau zur Autobahn
Der Zweite Weltkrieg mit seinen Folgen änderten die Situation drastisch. Frankfurt am Main entwickelte sich zum wichtigsten Wirtschaftsstandort der Trizone, aus der 1949 die Bundesrepublik Deutschland gegründet wurde. In den Folgejahren kam es zu einer stetigen Zunahme des Verkehrs. Ab 1954 wurde die Autoumgehungsstraße Wiesbaden–Frankfurt daher um eine zweite Richtungsfahrbahn ergänzt und autobahnähnlich ausgebaut. Der Rhein-Main-Schnellweg sollte Wiesbaden mit Frankfurt und darüber hinaus mit Hanau verbinden. Die aus den Reichsstraßen hervorgegangenen Bundesstraßen behielten ihre Nummerierung allerdings bei. So war die Strecke Höchst bis Frankfurt-Opelrondell nun Teil der Bundesstraßen 8 und 40. Zwischen Weilbach und Frankfurt begannen Ende der 1950er Jahre die Ausbauarbeiten, wobei der Kreisverkehr in Höchst durch eine planfreie Anschlussstelle ersetzt wurde. Bis 1962 war auch die ehemalige Umgehung Höchst als Teil des Rhein-Main-Schnellwegs zweibahnig ausgebaut. Drei Jahre später, 1965, war es dann soweit: Die vormals als Bundesstraße geführte Schnellstraße wurde im Abschnitt von Wiesbaden-Erbenheim bis zur Anschlussstelle Frankfurt-Nord der ehemaligen Reichsautobahn ebenfalls zur Autobahn aufgestuft. Im ersten bundesdeutschen Nummernplan bekam sie die Bezeichnung Bundesautobahn 80. Im Endausbau sollte sie von der belgischen Grenze in der Eifel bis nach Fulda geführt werden.
Im Jahr 1967 wurde die hier noch als Bundesstraße geführte Strecke um einige hundert Meter weiter in Richtung Innenstadt verlängert, indem man eine Brücke über das Opelrondell baute. Hierdurch sollten Staus bei der EIinfahrt ins Frankfurter Stadtgebiet verringert und der Kreisverkehr entlastet werden. Zwischen 1969 und 1971 wurde die Anschlussstelle Frankfurt-Nord erstmals umgebaut und hieß nun Westkreuz Frankfurt a. M. Gleichzeitig wurde auch der Streckenabschnitt östlich dieses Knotenpunktes bis kurz hinters Opelrondell zur Autobahn aufgestuft.
Eine weitere Neuerung ergab sich 1972, als der erste Abschnitt des verlängerten Rhein-Main-Schnellwegs von Eschborn bis zur Ludwig-Landmann-Straße fertiggestellt wurde. Die durchgehende Fahrbahn wurde von Wiesbaden kommend auf diese gelegt, sodass die vorher in einer weiten Kurve geführte Strecke zum Opelrondell nun einen Abzweig bildete. Mit Einführung des neuen bundesdeutschen Nummernsystems im Jahr 1975 wurde dem auch Rechnung getragen: Die Strecke Wiesbaden–Frankfurt (wurde 1976 zur Miquelallee verlängert) bekam die Bezeichnung Bundesautobahn 66, die nun abzweigende Strecke zum Opelrondell hieß fortan Bundesautobahn 648. Ein weiterer Umbau des Frankfurter Westkreuzes Ende der 1970er Jahre wurde zusammen mit dem sechs- bis achtstreifigen Ausbau der BAB 5 durchgeführt. Mit Umbenennung des Opelrondells in Katharinenkreisel bekam die Anschlussstelle, an der die BAB 648 endet, auch einen offiziellen Namen.

### Liste der Verkehrsfreigaben
| Abschnitt                                                   | Jahr | km     | Bemerkungen |
| ----------------------------------------------------------- | ---- | ------ | --- |
| Eschborner Dreieck – westl. Opelrondell (Katharinenkreisel) | 1962 | 4,9 km | Ausbau der 1934 gebauten Kraftfahrstraße, zunächst als B 8/B 40 1965 Aufstufung zur Autobahn zwischen Eschborner Dreieck und Westkreuz Frankfurt 1972 Aufstufung zur Autobahn zwischen Westkreuz Frankfurt und Opelrondell |
| westl. Opelrondell (Katharinenkreisel) – Übergang B 8/B 40  | 1967 | 0,4 km | Zunächst als B 8/B 40, 1972 Aufstufung zur Autobahn |

## Verkehrsaufkommen
Die BAB 648 ist der wichtigste Zubringer in die Frankfurter Innenstadt sowie zum Messegelände. Im Durchschnitt wird sie westlich des Frankfurter Westkreuzes von etwa 60.000 Fahrzeugen pro Tag befahren, im Abschnitt östlich des Kreuzes in die Frankfurter Innenstadt sind es bis zu 70.000.
Entsprechend ist die Anzahl und Aufteilung der Fahrspuren angepasst: In Richtung Innenstadt sind östlich des Westkreuzes bis zu fünf Fahrstreifen vorhanden, von denen drei die Verzögerungsstreifen zu den nachfolgenden Ausfahrten bilden. In westliche Fahrtrichtung existiert zwischen der Anschlussstelle Frankfurt-Rebstock und dem Westkreuz Frankfurt eine separate Fahrbahn für den abfahrenden Verkehr. Zwischen dem Eschborner Dreieck und der Anschlussstelle Frankfurt-Rödelheim wurde in Fahrtrichtung Westen und zwischen der Anschlussstelle Frankfurt-Rödelheim und dem Westkreuz Frankfurt in beiden Fahrtrichtungen der Standstreifen zu einem durchgehenden Beschleunigungs- bzw. Verzögerungsstreifen ummarkiert.
| Abschnitt                                    | DTV    |
| -------------------------------------------- | ------ |
| Eschborner Dreieck – AS Frankfurt-Rödelheim  | 64.800 |
| AS Frankfurt-Rödelheim – Westkreuz Frankfurt | 65.200 |
| Westkreuz Frankfurt – AS Frankfurt-Rebstock  | 48.800 |
| AS Frankfurt-Rebstock – AS Katharinenkreisel | 70.800 |

## Sonstiges

### Wechselwegweisung

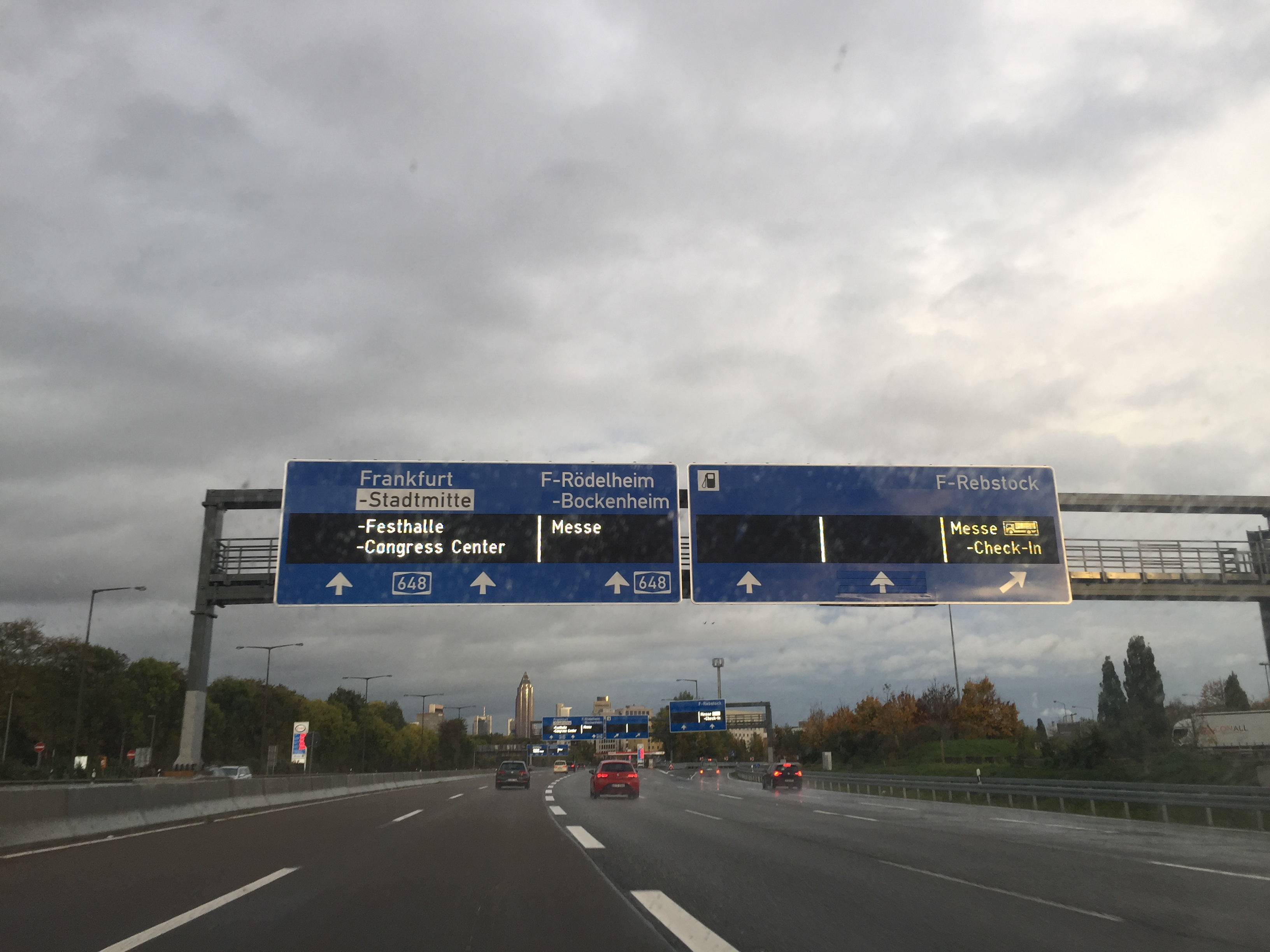
Dynamische Wechselwegweisung in Richtung Stadtmitte, 2017 neu errichtet. Die vorherige Beschilderung wies auf die Universität hin, deren Campus Bockenheim in naher Zukunft verschwindet.

Bei Veranstaltungen der Messe Frankfurt kann der Messeverkehr über Wechselwegweiser gelenkt werden. So kann per Schranke die Durchfahrt einer zusätzlichen Rampe der Anschlussstelle Frankfurt-Rebstock zum Messeparkhaus am Rebstock freigegeben werden. Zusätzlich existieren an der BAB 5 unmittelbar südlich des Westkreuzes zwei Rampen, die ebenfalls nur an Messetagen freigegeben werden und die Straße Am Römerhof anbinden, um den Verkehr der BAB 648 zu entlasten. Ein erstes Verkehrsleitsystem wurde an der BAB 648 im Jahr 1998 installiert. Dabei handelte es sich um Wechselwegweiser mit mechanisch veränderbaren Textfeldern (Prismenwender). Über diese Anlage konnte allerdings nur der Zielverkehr zur Messe wahlweise zum Parkhaus am Rebstock oder über den Katharinenkreisel direkt vor die Messehallen geleitet werden. Die Autofahrer wurden in einem solchen Fall durch je zwei abwechselnd gelb blinkende Leuchten (Pendelblinker) beiderseits der Wegweiser aufmerksam gemacht.
Der Aufbau eines neuen Leitsystems war bereits seit 2011 vorgesehen, da das bestehende System nicht für die Abwicklung des Verkehrs mehrerer gleichzeitiger Veranstaltungen (etwa auch in der Festhalle) geeignet war. Im Zuge der IAA wurde im Sommer 2017 ein völlig neues Leitsystem installiert. Hierbei handelt es sich um Wegweiser mit integrierten LED-Flächen. Diese ermöglichen eine vielseitigere und effizientere Verkehrslenkung. Der Neubau der Anlage kostete rund 2,5 Millionen Euro, die zu einem Drittel durch die Bundesrepublik Deutschland und zu zwei Dritteln durch die Messe Frankfurt getragen wurden.
Nach zwei Jahren Betrieb zog Hessen Mobil im Vorfeld der IAA 2019 ein positives Fazit. Zusätzlich zum Leitsystem auf der BAB 648 wurde 2019 ein zusätzliches „intelligentes Verkehrsleitsystem“ auf den umliegenden Straßen rund um den Rebstockpark eingerichtet.

### Beleuchtung
Der Abschnitt zwischen dem Westkreuz Frankfurt und dem Autobahnende am Katharinenkreisel war bis zur Installation des neuen Messeleitsystems im Jahr 2017 einer der wenigen in Deutschland, der über Beleuchtungsanlagen verfügte. Die Straßenlaternen standen aufgrund der breiten Fahrbahnen dabei sowohl im Mittelstreifen der Autobahn als auch außen an beiden Seiten. Die Beleuchtung beschränkt sich mittlerweile nur noch auf den Bereich einige hundert Meter am Autobahnende, wo die BAB 648 in den Stadtverkehr übergeht.

### Tankstellen
Im Bereich der Anschlussstelle Frankfurt-Rebstock befinden sich in beide Fahrtrichtungen, jeweils innerhalb des Bereichs zwischen Aus- und Einfahrt, Tankstellen. Die Anlage auf der südlichen Fahrbahnseite besitzt darüber hinaus eine Geschäftsstelle des ADAC Hessen-Thüringen und einige Parkplätze.